# Aleiodes jaliscoensis
Aleiodes jaliscoensis är en stekelart som beskrevs av Fortier 2007. Aleiodes jaliscoensis ingår i släktet Aleiodes och familjen bracksteklar. Inga underarter finns listade i Catalogue of Life.